# Copperopolis (album)
Copperopolis è il terzo album in studio della band statunitense Grant-Lee Buffalo, pubblicato nel 1996 dalla Slash Records. Tutte le canzoni sono state scritte dallo stesso Grant-Lee Phillips.

## Antefatti
Il 1995 per i membri della band era un anno pieno di tour, anche affiancando gruppi come i R.E.M. e i Cranberries. Phillips continuò durante i vari tour a scrivere, ma la sensazione era che, per creare un buon album, ci sarebbe voluto più tempo da gestire. Inoltre, aprendo spesso concerti di band più famose, il trio non aveva mai il tempo di sperimentare sul palco.
Nel periodo in cui Phillips lavorava alle varie tracce dell'album aveva una fissazione per l'album Pet Sounds dei Beach Boys.
La registrazione dell'album iniziò verso la fine del novembre del 1995.
Il titolo dell'album, Copperopolis, è il nome di un paese della California che Phillips ricordava ripensando alla sua infanzia.

## Il disco
Homespun, la canzone che apre il disco, rievoca la violenza dell'attentato terroristico avvenuto a Oklahoma City: l'attentato, fino all'11 settembre 2001, era il più grave mai avvenuto negli Stati Uniti.
Bethlehem Steel, secondo Phillips uno dei pezzi più belli dell'album, è ispirato alla città di Bethlehem (Pennsylvania) e parla dell'aspirazione umana. Chi ha apprezzato il disco, sottolinea il tema della speranza di fronte ai problemi, presente in molti testi. Oltre alla critica, però, anche Philips stesso ha ammesso nel sito ufficiale dei Grant-Lee Buffalo che il disco è più inconsciamente malinconico e preoccupato della fine che poteva avere presto la band.Infatti, dopo l'uscita dell'album, il bassista e tastierista Paul Kimble lascerà il gruppo. Phillips ricorda come fosse un musicista, nonché produttore, importantissimo per i tre album fino ad allora pubblicati. Senza Paul Kimble i Grant-Lee Buffalo, ridotti solo a Grant-Lee Phillips e Joey Peters, riusciranno comunque a pubblicare un ultimo album prima di sciogliersi, Jubilee.Phillips e Kimble saliranno di nuovo insieme sul palco nel 2011, in alcuni concerti con un ritorno alla formazione originale.

## Tracce[4]
1. Homespun – 5:35
2. The Bridge – 3:28
3. Arousing Thunder – 5:42
4. Even The Oxen – 3:54
5. Crackdown – 3:59
6. Armchair – 3:22
7. Bethlehem Steel – 6:05
8. All That I Have – 3:09
9. Two & Two – 3:45
10. Better Of Us – 4:21
11. Hyperion And Sunset – 4:00
12. Comes To Blows – 5:30
13. The Only Way Down – 3:13

## Formazione
- Grant Lee Phillips: voce, chitarra acustica e elettrica, banjo, mandolino, armonica
- Paul Kimble: piano, armonium, mellotron, voce
- Joey Peters: batteria, percussioni, marimba, tamburello

Altri musicisti
- Greg Leisz: pedal steel (in Crackdown, Armchair e Comes To Blows)
- Bob Fergo: violino (in Bethlehem Steel e Even The Oxen)
- Ralph Carney: clarinetto basso e sassofono (in All That I Have e Better For Us)